# Кирк Хајнрик
Кирк Хајнрик (енгл. Kirk Hinrich; Су Сити, Ајова, 2. јануар 1981) је бивши амерички кошаркаш. Играо је на позицијама плејмејкера и бека.

## Успеси

### Репрезентативни
- Светско првенство:  2006.

### Појединачни
- Идеални одбрамбени тим НБА — друга постава (1): 2006/07.
- Идеални тим новајлија НБА — прва постава: 2003/04.